# Capon Bridge
Capon Bridge é uma cidade  localizada no estado norte-americano de Virgínia Ocidental, no Condado de Hampshire.

## Demografia
Segundo o censo norte-americano de 2000, a sua população era de 200 habitantes.
Em 2006, foi estimada uma população de 245, um aumento de 45 (22.5%).

## Geografia
De acordo com o United States Census Bureau tem uma área de
1,5 km², dos quais 1,5 km² cobertos por terra e 0,0 km² cobertos por água.

## Localidades na vizinhança
O diagrama seguinte representa as localidades num raio de 32 km ao redor de Capon Bridge.